# Landgericht Nordhalben
Das Landgericht Nordhalben war ein von 1837 bis 1879 bestehendes bayerisches Landgericht älterer Ordnung mit Sitz in Nordhalben im heutigen Landkreis Kronach.
Im Jahr 1803 wurde im Verlauf der Verwaltungsneugliederung Bayerns das Landgericht Teuschnitz errichtet. Dieses wurde nach der Gründung des Königreichs Bayern dem Mainkreis zugeschlagen.
1837 schied Teuschnitz aus dem Landgericht aus und der Sitz wurde nach Nordhalben verlegt. So entstand das Landgericht III. Classe Nordhalben im Obermainkreis. Zugleich wurden die Gemeinden Dürrenwaid, Heinersberg, Langenbach und Steinbach vom Landgericht Naila überwiesen.

## Gemeinden
Es gab 11 Ruralgemeinden:
- Birnbaum mit Hubertushöhe und Steinhausmühle;
- Dürrenwaid mit Dürrenwaiderhammer, Großenreuth und Neumühle;
- Effelter mit Effeltermühle;
- Heinersberg mit Bayreuther Schneidmühle, Grund, Krögelsmühle, Schnappenmühle und Stoffelsmühle;
- Lahm mit Kremnitzschneidmühle, Obergrümpelmühle und Untergrümpelmühle;
- Langenbach mit Hermesgrün und Mühlleiten;
- Nordhalben mit Buckenreuth, Fichteramühle, Ködelberg, Neumühle, Regberg, Rüblesgrund, Stengelshof, Streitmühle, Thomasmühle und Wetthof;
- Nurn mit Ehrenbachsschneidmühle und Teichenbach;
- Rappoltengrün;
- Steinbach bei Geroldsgrün mit Untersteinbach;
- Tschirn mit Dobermühle, Gemeindeschneidmühle und Waffenhammer.

1856 wurde Steinhausmühle von Birnbaum nach Steinberg umgemeindet.